# HMS Penelope (1935)
HMS Penelope – brytyjski lekki krążownik okresu II wojny światowej, typu Arethusa; odznaczył się głównie w działaniach na Morzu Śródziemnym i w obronie Malty. Był ósmym okrętem o tej nazwie.
Za przebieg służby okręt otrzymał osiem wyróżnień bojowych (battle honours): za Norwegię 1940, konwoje maltańskie 1941-1942, Morze Śródziemne 1943, bitwę w zatoce Syrta 1942, Sycylię 1943, Morze Egejskie 1943, Salerno 1943 i Anzio 1944.

## Budowa
Krążownik lekki „Penelope”, noszący tradycyjne w marynarce brytyjskiej Royal Navy imię żeńskie z mitologii greckiej (Penelopa), był trzecim okrętem typu niewielkich lekkich krążowników Arethusa, składającego się z czterech jednostek. Były one zaprojektowane jako relatywnie słabsze lekkie krążowniki, przewidywane głównie do walki z niszczycielami i wsparcia własnych niszczycieli. Okręt zamówiono 8 marca 1934 w ramach programu finansowego z 1933 roku. Budowę rozpoczęto w stoczni Harland and Wolff w Belfaście 30 maja 1934, kadłub zwodowano 15 października 1935, a wszedł do służby 13 listopada 1936. Okręt nosił numer taktyczny 97.

## Służba

### Początek wojny i kampania norweska 1939-1940
„Penelope” przed wojną służyła w 3. Eskadrze Krążowników (3rd Cruiser Squadron) na Morzu Śródziemnym, gdzie patrolowała przez pierwsze miesiące II wojny światowej. 11 stycznia 1940 okręt został przebazowany do metropolii, wchodząc wraz z pozostałymi trzema okrętami tego typu w skład 2. Eskadry Krążowników Floty Metropolii (Home Fleet) w Scapa Flow. Okręty m.in. eskortowały konwoje przybrzeżne i patrolowały na Morzu Północnym i północno-zachodnich podejściach do Wielkiej Brytanii, poszukując niemieckich łamaczy blokady.
Przed niemieckim atakiem na Norwegię, „Penelope” wyszła w morze 7 kwietnia w kierunku jej brzegów z siłami głównymi Floty Metropolii adm. Forbesa, poszukując bezskutecznie niemieckich okrętów. 8 kwietnia została odłączona z krążownikiem liniowym HMS „Repulse” i 4 niszczycielami w celu wsparcia niszczyciela HMS „Glowworm”, który jednak został wcześniej zatopiony. 9 kwietnia 1940 okręty te przybyły pod Vestfjord prowadzący do Narwiku (zajętego już przez niemieckie niszczyciele) i podjęły blokadę fiordu, która zmusiła niemieckie niszczyciele „Erich Giese” i „Wolfgang Zenker” do zarzucenia próby przedarcia się 10 kwietnia. 11 kwietnia „Penelope” wraz z niszczycielami „Kimberley” i „Eskimo” zostały skierowane pod Bodø w celu zwalczania wykrytych tam niemieckich jednostek, lecz po drodze „Penelope” uszkodziła dno na skale podwodnej pod Fleinver, po czym została odholowana przez „Eskimo” do Skjelfjordu na Lofotach na prowizoryczną naprawę. Po tych wydarzeniach, okręt stał jako bateria przeciwlotnicza w Harstad, gdzie 10 maja został uszkodzony bliskim wybuchem bomby. W dniach 11-16 maja powrócił na holu do Wielkiej Brytanii na remont w Tyne, połączony z modernizacją, trwający z powodu ograniczonych mocy stoczni od 26 sierpnia 1940 aż do 2 lipca 1941.
Po remoncie „Penelope” na krótko służyła od sierpnia w ramach Home Fleet. 5-9 października 1941 eskortowała lotniskowiec HMS „Victorious” (wraz z pancernikiem HMS „King George V”) wykonujący uderzenia na żeglugę pod Bodø w Norwegii (operacja EJ), po czym została skierowana na Morze Śródziemne dla wzmocnienia obrony Malty.

### Morze Śródziemne 1941-1942

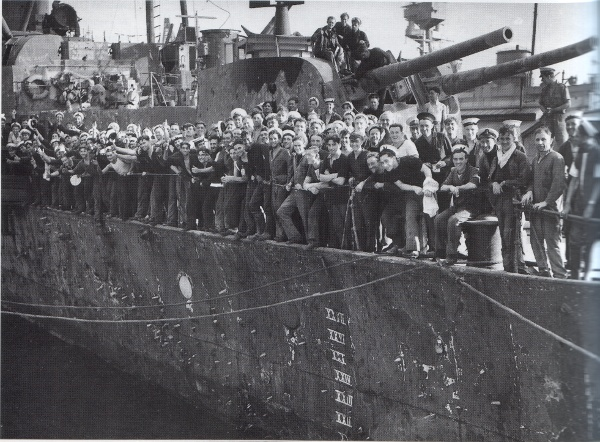
Marynarze na HMS "Penelope" w Gibraltarze po ucieknięciu z Malty, kwiecień 1942 roku

12 października „Penelope”, pod dowództwem kmdr. A. Nicholla weszła w skład Zespołu „K” – wraz z bliźniaczą „Aurorą” (okręt flagowy) i dwoma niszczycielami HMS „Lance” i „Lively”. Okręty te 21 października dotarły z bazy Scapa Flow na Maltę, dowożąc tam przy okazji sprzęt wojenny. Okręty następnie bazowały w Valletcie na Malcie, podejmując aktywne działania przeciw włoskiej i niemieckiej komunikacji morskiej z wojskami w Afryce. Po dwóch bezowocnych próbach napotkania wrogich konwojów, 9 listopada po północy okręty Zespołu „K” przechwyciły włoski konwój „Beta” („Duisburg”), osłaniany przez 6 niszczycieli i 2 krążowniki ciężkie w dalszej eskorcie. „Penelope” miała istotny udział w zatopieniu niszczyciela „Fulmine” i wszystkich 7 statków konwoju („Duisburg”, „San Marco”, „Maria”, „Sagitta”, „Rina Corrado”, „Conte di Misurata”, „Minatitlan”) oraz ostrzelała niszczyciel „Maestrale”, przy czym alianci nie ponieśli strat własnych.
24 listopada 1941 po godz. 15.30 Zespół „K” przechwycił mały konwój zmierzający do Afryki. Główny ciężar walki po stronie alianckiej spoczął na „Penelope”, która po półgodzinnej manewrowej walce zmusiła do odwrotu dwa włoskie torpedowce „Lupo” i „Cassiopea”, a następnie zatopiła oba niemieckie statki konwoju („Maritza” 2910 BRT i „Procida” 1842 BRT). 1 grudnia 1941 w nocy krążownik wziął udział w akcji Zespołu „K” zakończonej zatopieniem włoskiego statku „Adriatico”, a następnie w dzień wziął udział w zatopieniu włoskiego niszczyciela „Alvise da Mosto” i eskortowanego przez niego uszkodzonego dużego tankowca „Iridio Mantovani” (10.540 BRT) 75 mil na północ od Trypolisu. 17 grudnia Zespół K wyszedł na spotkanie transportowca „Breconshire” idącego z Aleksandrii, który doprowadził na Maltę. Doszło tego dnia do pierwszego starcia Brytyjczyków z flotą włoską w zatoce Syrta, lecz główne siły włoskie wycofały się nie atakując konwoju, w obawie przed nocnym starciem.
18 grudnia Zespół „K” wyszedł z krążownikiem HMS „Neptune” w celu przechwycenia włoskiego konwoju. 19 grudnia po 1.06 w nocy, ok. 20 mil od Trypolisu krążowniki „Neptune” i „Aurora” weszły na miny, postawione w czerwcu przez Włochów. Dowódca „Penelope” jeszcze wcześniej postawił parawan przeciwminowy, na którym o 1.10 wybuchła mina, powodując jedynie niewielkie uszkodzenia, dzięki wybuchowi w pewnej odległości od kadłuba. Uszkodzony krążownik „Aurora” zdołał powrócić na Maltę, podczas gdy „Neptune”, który miał być holowany przez „Penelope”, wszedł na trzy dalsze miny i zatonął. Na minę wpadł także niszczyciel HMS „Kandahar”. Wobec obawy ataku lotniczego, „Penelope” powróciła do bazy, następnie była remontowana na Malcie do 3 stycznia 1942, przy czym dodano 4 działka plot 20 mm.
W drugiej połowie stycznia „Penelope” z niszczycielami brała udział w osłonie idących na Maltę konwojów MF-3 i MF-4, wychodząc im naprzeciw i eskortując do Valletty, a w połowie lutego – w osłonie konwoju MF-5 statków wracających do Aleksandrii. Toczyła w tym czasie walki z lotnictwem. 22 marca „Penelope” wraz z niszczycielem HMS „Legion” spotkała się z kolejnym  konwojem MF-10 w składzie 4 statków idącym na Maltę. Z Aleksandrii konwój ten osłaniały krążowniki przeciwlotnicze HMS „Cleopatra”, „Euryalus”, „Dido” i „Carlisle” i 16 niszczycieli, przy tym „Penelope” posiadała z nich najsilniejsze uzbrojenie – jako jedyny działa 152 mm. W celu przechwycenia konwoju, z Tarentu wyszła włoska flota w składzie pancernika „Littorio”, ciężkich krążowników „Gorizia” i „Trento”, lekkiego krążownika „Giovanni delle Bande Nere” i 10 niszczycieli. Po godz. 14 doszło do starcia znanego jako II bitwa pod Syrtą. Statki konwoju odeszły pod zasłoną dymną, natomiast krążowniki i niszczyciele eskorty (bez „Carlisle”) wdały się w walkę na dużej odległości, starając się utrzymać Włochów z daleka. Gdy przez kilka godzin Włochom nie udało się dojść do konwoju, zespół włoski zawrócił, chcąc uniknąć walki nocnej. Było to taktyczne zwycięstwo Brytyjczyków, których okręty odniosły niewielkie uszkodzenia („Penelope” nie odniosła uszkodzeń). Konwój i okręty na Malcie jednakże w następnych dniach stały się celem ciężkich ataków niemieckiego lotnictwa, które zatopiły wszystkie 4 statki na Malcie lub w jej okolicach. „Penelope” zaholowała na Maltę uszkodzony transportowiec „Breconshire”, lecz został on zatopiony na Malcie 27 marca, a sama „Penelope” została 28 marca uszkodzona w porcie bliskim wybuchem bomby zrzuconej przez samoloty z I/KG 54 i odłamkami dalszych bomb. Ranny został m.in. dowódca kmdr. Nicholl. Podczas remontu działa przeciwlotnicze krążownika broniły Malty. Z powodu licznych uszkodzeń od odłamków, zyskał on wówczas przezwisko od załogi HMS „Pepperpot” (HMS „Pieprzniczka”). Prowizorycznie naprawiona, „Penelope” została skierowana w pierwszej połowie kwietnia do Gibraltaru, skąd została wysłana na gruntowny remont do Nowego Jorku w USA, trwający od 19 maja do 1 września 1942.

### Morze Śródziemne 1943-1944
Po pracach wykończeniowych w Portsmouth w Wielkiej Brytanii, krążownik osiągnął gotowość na początku 1943 i został pod dowództwem kmdr. George Belbena ponownie skierowany na Morze Śródziemne, w skład  12. eskadry krążowników Zespołu Q bazującego w Cap Bonie, w którego składzie była m.in. bliźniacza HMS „Aurora”. 1 czerwca „Penelope” wraz z niszczycielami „Paladin” i „Petard” ostrzeliwała baterie nadbrzeżne na Pantellerii, przy czym została raz sama
trafiona ogniem z brzegu. 8 czerwca ponownie ostrzeliwała Pantallerię, a 10 czerwca wspierała desant na tej wyspie z krążownikami HMS „Aurora”, „Orion”, „Newfoundland”, „Euryalus” (operacja Corkscrew). 12 czerwca ostrzeliwała z krążownikami „Orion” i „Newfoundland” pozycje na wyspie Lampedusa. Następnie, „Penelope” wchodziła w skład sił osłony operacji Husky – desantu na Sycylię 10 lipca 1943, po czym w lipcu i sierpniu wspomagała walczące wojska lądowe ostrzeliwując cele nadbrzeżne we Włoszech, często razem z „Aurorą”.
Po wystąpieniu Włoch z wojny, 9 września 12. eskadra krążowników (z „Penelopą”, „Aurorą” i 4 innymi okrętami) wysadziła desant 1. Dywizji Spadochronowej w Tarencie (operacja Slapstick). Od 14 września „Penelope” wspierała wojska pod Salerno. Następnie razem z 12. eskadrą brała udział w niepomyślnej dla aliantów kampanii
na wyspach Morza Egejskiego. 7 października zespół krążowników HMS „Penelope” i HMS „Sirius” (przeciwlotniczy) oraz dwóch niszczycieli HMS „Faulknor” i HMS „Fury” zniszczył mały niemiecki konwój, topiąc transportowiec „Olympus” (5216 BRT), sześć barek desantowych MFP i patrolowiec UJ-2111 (ocalała jedna barka). Jednakże następnie okręty brytyjskie stały się celem nalotu bombowców nurkujących Junkers Ju 87. „Penelope” została trafiona bombą, która jednak nie wybuchła, odniosła też niewielkie uszkodzenia od trzech bliskich wybuchów. Pod koniec 1943 „Penelope” uczestniczyła w bezskutecznym poszukiwaniu niemieckich statków – łamaczy blokady w Zatoce Biskajskiej.
22 stycznia 1944 „Penelope” wzięła udział w ubezpieczaniu desantu pod Anzio, a następnie wspierała wojska na lądzie. 18 lutego 1944 o godz. 7.30 podczas powrotu z Neapolu pod Anzio, „Penelope” została storpedowana z odległości 800 m przez niemiecki okręt podwodny U-410 (typu VIIC, dowódca por. mar. Horst-Arno Fenski). Według danych niemieckich, okręt został trafiony dwiema torpedami, z tego po ok. 15 minutach drugą, naprowadzaną akustycznie T-5 Zaukönig. Krążownik następnie szybko zatonął, na północny zachód od Neapolu (40°55′N 13°21′E/40,916667 13,350000). Zginęło 417 członków załogi wraz z dowódcą komandorem George Belbenem (inne dane 415), uratowano 206 marynarzy. Był to wyjątkowy podczas wojny atak torpedowy, gdyż krążownik w chwili trafienia płynął z dużą prędkością 26 węzłów.  „Penelope” była ostatnim brytyjskim krążownikiem zatopionym podczas wojny. Według danych brytyjskich, oprócz zatopionych statków i okrętów, „Penelope” podczas wojny zestrzeliła 7 samolotów.

## Modernizacje
- maj 1940 – lipiec 1941
  - usunięto katapultę, dodano dwa poczwórnie sprzężone działka plot 40 mm Vickers „pom-pom”, zamontowano radary typu 281, 284 (kierowania ogniem) i 285 (kierowania ogniem)
- 19 grudnia 1941 – 3 stycznia 1942 (Malta)
  - dodano 4 pojedyncze działka plot 20 mm Oerlikon (być może zamiast wkm-ów 12,7 mm)
- kwiecień – listopad 1942
  - dodano 4 pojedyncze działka  plot 20 mm (w miejsce wkm-ów 12,7 mm), zamontowano radar typu 273

## Dane techniczne
Uzbrojenie i wyposażenie:
- 6 dział 152 mm Mk XXIII w wieżach dwudziałowych Mk XXI (3xII)
  - długość lufy L/50 kalibrów (7620 mm), donośność maksymalna 23,300 m, kąt podniesienia 60°, masa pocisku 50,8 kg, zapas amunicji – 200 na działo
- 8 dział uniwersalnych 102 mm Mk XVI w stanowiskach dwudziałowych Mk XIX (4xII)
- 8 działek przeciwlotniczych 40 mm Vickers Mk VIII w poczwórnych stanowiskach Mk VII pom-pom (2xIV – od 1941)
- 8 działek przeciwlotniczych 20 mm Oerlikon (od 1941)
- 8 wkm plot 12,7 mm Vickers (2xIV) (do 1940)
- 6 wyrzutni torpedowych 533 mm PR Mk IV dla torped Mk IX (2xIII)
- 1 wodnosamolot Fairey Seafox, katapulta (do 1940)

Opancerzenie:
- pas burtowy: 57 mm
- pokład pancerny: 25,4 mm
- przednia i tylna gródź cytadeli pancernej: 25,4 mm
- komory amunicyjne: 76–51 mm i 25,4 mm
- wieże: 25,4 mm
- barbety: 19 mm
- masa: 618 t.